# 叶汉忠
叶汉忠（1936年—），男，湖北武汉人，中国技巧教练员，曾任广东技巧队教练。两次获得体育运动荣誉奖章。